# А що як... Альтрон переміг би?
«А що як… А́льтрон перемі́г би?» (англ. What If... Ultron Won?) — восьмий епізод першого сезону американського анімаційного телесеріалу «А що як…?», заснованого на однойменній серії коміксів Marvel. У ньому досліджується, що було б, якщо події фільму «Месники: Ера Альтрона» (2015) відбулися б по іншому: Месникам не вдається перехопити нове тіло для Альтрона, в результаті чого, Альтрон завантажує себе в тіло, яке було створене ним, а герой Віжен ніколи вже не буде створений. Сценаристом епізоду був Метью Шонсі, а режисером — Браян Ендрюс.
Джеффрі Райт веде розповідь в ролі Спостерігача. Серіал почав розроблятися в вересні 2018 року. Незабаром до його виробництва приєднався Ендрюс, і багато акторів очікували, що знову зіграють свої ролі з фільмів. Штефан Франк був керівником анімації.
«А що як… Альтрон переміг би?» був випущений на Disney+ 29 вересня 2021 року.

## Сюжет
Тоні Старк створює захисну програму «Альтрон», щоб тримати Землю в безпеці і зберігати мир у всьому світі. Однак Альтрон приходить до висновку, що Землі потрібна еволюція, а не мир. Месникам не вдається перехопити нове тіло для Альтрона, в результаті чого, останній завантує свій розум у нове тіло. Здобувши нове тіло, Альтрон вбиває свого творця і більшість Месників, а потім, за допомогою ядерних кодів запускає ядерні ракети, направивши їх на всі боки планети, винищуючи людство.
У 2018 році на Землю прибуває Танос в пошуках Каменя Розуму, щоб завершити свій задум зі знищення половини життя в Усесвіті. Альтрон миттєво розрізає Таноса навпіл і забирає Камені Нескінченности собі, в подальшому використовуючи їх для знищення Асґарда, Сакаара, Ксандара і інших планет. Разом з цим він вбиває Вартових Галактики і Керол Денверс. Після цього, самотній Альтрон, який уже не має мети, задається питанням, що робити далі, поки не починає чути Спостерігача і не дізнається про існування мультивсесвіту.
Єдині Месники, які вижили — це Наташа Романова і Клінт Бартон, які кожен день б'ються з дронами Альтрона. У пошуках конфіденційних файлів на базі КДБ в Москві, які могли б допомогти їм перемогти Альтрона, Бартон висловлює своє розчарування з приводу порятунку світу, стверджуючи, що втомився від спроб врятувати світ, що засмучує Спостерігача. Однак Наташа переконує його продовжувати боротьбу і знаходить кілька файлів про Арнім Золі, вченого з «Гідри», який завантажив свою свідомість в комп'ютер після смерті. Вони їдуть в лабораторію в Сибір і змушують Золу допомогти їм, адже завантажившись в розум Альтрона, Арнім зможе знищити його зсередини.
Спостерігач сподівається, що цей світ буде врятований, але Альтрон знаходить шлях в обсерваторію Арніма і атакує. Бартон, Романова і Зола потрапляють в засідку дронів. Зола завантажується в одного з них. Бартон жертвує своїм життям, щоб Наташа і Зола могли втекти, аргументуючи це тим, що він втомився боротися. Опинившись у безпеці, Зола повідомляє їй, що не може завантажитися в розум Альтрона, оскільки його більше немає в їхньому всесвіті.
Альтрон і Спостерігач борються, перескакуючи з одного всесвіту в інший до тих пір, поки Альтрон не перемагає Спостерігача і не змушує його тікати, займаючи його обсерваторію, щоб «нести мир» в незліченні всесвіти, які йому відкрилися. Не маючи інших варіантів, Спостерігач зустрічається з «Верховним» Стренджем, якого він раніше залишив напризволяще, і просить його про допомогу.

## Виробництво

### Розробка
До вересня 2018 року студія Marvel розробляла анімаційний серіал-антологію за мотивами коміксів «What If», який б досліджував, як змінилися б фільми КВМ, якби певні події відбувалися інакше. Головна сценаристка А. К. Бредлі приєднався до проєкту в жовтні 2018 р. з режисером Браяном Ендрюсом на зустрічі з керівником Marvel Studios Бредом Віндербаумом щодо проєкту ще у 2018 році; про участь Бредлі та Ендрюса було оголошено у серпні 2019 року. Вони разом з Віндербаумом, Кевіном Файґі, Луїсом Д'Еспозіто і Вікторією Алонсо стали виконавчими продюсерами. Метью Шонсі написав восьмий епізод під назвою «А що як... Альтрон переміг би?», у якому зображена альтернативна сюжетна лінія фільму «Месники: Ера Альтрона» (2015). «А що як… Альтрон переміг би?» був випущений на Disney+ 29 вересня 2021 року.

### Музика
1 жовтня 2021 року Marvel Music і Hollywood Records випустили саундтрек до епізоду в цифровому форматі, що включає в себе музику композитора Лори Карпман.
| А що як... Альтрон переміг би? (Оригінальний саундтрек) | А що як... Альтрон переміг би? (Оригінальний саундтрек) | А що як... Альтрон переміг би? (Оригінальний саундтрек) |
| #                                                       | Назва                                                   | Тривалість                                              |
| ------------------------------------------------------- | ------------------------------------------------------- | ------------------------------------------------------- |
| 1.                                                      | «Clock»                                                 | 2:19                                                    |
| 2.                                                      | «Path to Peace»                                         | 0:58                                                    |
| 3.                                                      | «The Distinction»                                       | 0:54                                                    |
| 4.                                                      | «Fascinating»                                           | 2:17                                                    |
| 5.                                                      | «Can't Win»                                             | 1:06                                                    |
| 6.                                                      | «Aware»                                                 | 4:31                                                    |
| 7.                                                      | «My Purpose»                                            | 2:00                                                    |
| 8.                                                      | «Ninety Seconds»                                        | 1:55                                                    |
| 9.                                                      | «Sound Promising»                                       | 1:18                                                    |
| 10.                                                     | «Keep Moving»                                           | 1:13                                                    |
| 11.                                                     | «Entire Multiverse»                                     | 1:22                                                    |
| 12.                                                     | «Natural Order»                                         | 1:21                                                    |
| 21:14                                                   |                                                         |                                                         |

## Сприйняття
Том Йоргенсен з IGN дає епізоду оцінку 8 з 10 і пише, що мультсеріал «знаходить ще більший успіх, відроджуючи переможеного лиходія з „Ери Альтрона“, даючи роботу-вбивці шанс проявити себе з повним набором Каменів Нескінченності в його розпорядженні». Крістін Говард з Den of Geek поставила епізоду 4 зірки з 5 і написала, що «в цьому епізоді було кілька моментів», коли вона була «щиро вражена представленою анімацією». Рауль Веласкес з Game Rant оцінив епізод в 4,5 зірок з 5. Пуджа Дараде написала на сайті leisurebyte.com, що цей епізод «вартий кожної хвилини [для перегляду]».